# Кополіконденсація
Кополіконденса́ція (рос. сополиконденсация, англ. copolycondensation) — метод одержання полімерів, коли в реакції поліконденсації, крім мономерів, мінімально необхідних для здійснення даної хімічної реакції, бере участь принаймні ще один мономер.